# Paul Conrad Buff
Paul Conrad Buff (* 24. April 1936 in Kalifornien; † 14. März 2015) war ein US-amerikanischer Unternehmer. In den frühen 1960er Jahren wurde er als Studiobesitzer, Musikproduzent und Tontechniker bekannt, wobei er der Surfmusik durch seine Produktionen sowie der Ton- und Studiotechnik durch seine Erfindungen wesentliche Impulse gab. In den 1980er Jahren wandte sich Buff vom Musikgeschäft ab und entwickelte Beleuchtungsausrüstung für Fotostudios. Er betrieb mehrere Unternehmen: Zwei stellen Studioblitzanlagen für unterschiedliche Zielgruppen her, eines vertrieb Kunstdrucke, ein Buchverlag veröffentlichte von Buff geschriebene Bücher.

## Leben
Aufgewachsen in Cucamonga, studierte Buff nach dem High-School-Abschluss Luftfahrtelektronik bei der US-Marine. Nachdem er die Ausbildung als bester Schüler seines Jahrgangs beendet hatte, nahm er zunächst eine Stellung als Ingenieur für Fernlenkwaffen bei General Dynamics in Cucamonga an. Bereits nach einem Jahr war er dieser Tätigkeit überdrüssig. Es war die Zeit des Rock ’n’ Roll, also beschloss er, sich in diesem ihm unbekannten Metier umzutun. Seinem Credo „Ich war nie in einem Tonstudio, aber ich weiß, was da herauskommen sollte – Hits“ folgend, gründete er 1957 im Alter von 21 Jahren sein erstes Unternehmen: das Pal Recording Studio.(S. 86)

### Musikgeschäft
Interessierte Musiker und Gruppen konnten das Studio mieten, um dort Aufnahmen zu erstellen. Buff, dessen Eltern einen Musikverlag besaßen, wollte das Studio außerdem für eigene Musikprojekte nutzen. Als Autodidakt war er nicht nur in der Lage zu singen und zu komponieren, sondern auch Klavier, Bass, Saxofon und Schlagzeug zu spielen. Sein Plan war es, Singer-Songwriter zu werden. Frank Zappa, der in den frühen 1960er Jahren intensiv mit Buff zusammenarbeitete, beschrieb Buffs Vorgehen in seiner Autobiografie wie folgt: „Also hörte er sich die neuesten Hits an, versuchte die Hooklines herauszufinden, und schuf – mittels eines geheimnisvollen Verfahrens – seine eigenen melodiösen Replika.“(S. 42) (S. 86)

#### Technische Erfolge
Buff entwickelte einige Geräte und tontechnische Verfahren, die entweder unüblich oder völlig neu waren. Zu einem Zeitpunkt, als in den großen Tonstudios Zwei-Spur-Tonbandgeräte noch der Industriestandard und Acht-Spur-Geräte letzter Stand der Technik waren, stattete ein herkömmliches Zwei-Spur-Tonbandgerät mit drei weiteren, selbst gebauten Auf- und Wiedergabeköpfen aus, so dass damit fünf Tonspuren gleichzeitig oder nacheinander auf Tonband von einem halben Zoll Breite aufgenommen werden konnten. Er entwickelte ein dazu passendes Mischpult, welches in Verbindung mit seiner Tonbandmaschine Overdubbing ermöglichte. Für einen handelsüblichen „Rec-O-Cut“- Plattenspieler mit Saphir-Schneidekopf, mit dem sich Master- und Acetatpressungen herstellen ließen, entwickelte er eine Absauganlage, welche beim Schneiden der Tonrillen die Späne von der Platte entfernte, was die Tonqualität des Endproduktes entscheidend verbesserte. Um der schlechten Akustik in seinem Pal-Studio Herr zu werden, entwickelte er das so genannte „close-miking“, das sich schnell als Standardverfahren beim Aufnehmen von Instrumenten im Bereich der Popmusik durchsetzte. 1963 entwickelte er einen Verzerrer und setzte diesen bei seinen Schallplattenaufnahmen ein, zwei Jahre, bevor die Beatles diese Art der Tonverfremdung erstmals auf Schallplatte veröffentlichten und populär machten. Ende 1965 entwickelte er ein Zehn-Spur-Tonstudio für Art Laboes „Original Sound“ in Los Angeles. Nach seiner Arbeit für Original Sound gründete Buff das nach dem Vornamen seiner ersten Ehefrau benannte Unternehmen „Allison Research“, welches seine Erfindungen im Bereich der Audio-Ausrüstung mit Erfolg herstellte und vermarktete. 1980 verbanden Buff und Bob Todrank ihre Unternehmen Allison Research und „Valley Audio“ und gründeten „Valley People“. Zu Buffs Entwicklungen zählen unter anderem das Kepex-Gate und computergesteuerte Abmischsysteme. In den frühen 1980er Jahren erhielt er zwei US-Patente, eines für einen VCA-Verstärker, ein weiteres für ein Gerät, mit dem sich der Lautstärkepegel eines Audiosignals elektronisch kontrollieren ließ.(S. 87, 100ff, 126) 

#### Musikalische Erfolge
Nach der fünf Jahre dauernden Aufbauphase, während der das Geschäft eher schleppend verlief, stellten sich für Buff die ersten Erfolge ein. Das im Pal-Studio aufgenommene Stück „Wipe Out“ von The Surfaris wurde ein Hit und stieg im Juni 1963 bis auf Platz zwei der US-Hitparade empor. Noch im selben Jahr nahm Multiinstrumentalist Buff unter dem Bandnamen „The Hollywood Persuaders“ im Alleingang das Stück „Tijuana Surf“ auf. In Mexiko war das Stück ein Hit und hielt sich 17 Wochen lang auf Platz eins der Hitparade. Auch in den USA gelangte Tijuana Surf auf Platz eins und blieb sich zehn Monate lang ohne Unterbrechung in den Hitparaden der Magazine Billboard und Cash Box. Beide Hits wurden „vergoldet“. Ein weiterer, im Pal-Studio aufgenommener Surf-Song war „Pipeline“ von The Chantays. Mit dem von Buff produzierten Demo erhielt die Gruppe einen Schallplattenvertrag bei einem anderen Plattenlabel – das Ende 1962 veröffentlichte Lied wurde zum Hit, Kasse machten jedoch andere. Nachdem er das Pal-Studio an Frank Zappa verkauft hatte, produzierte Buff während seiner Zusammenarbeit mit Original Sound zwei weitere Gold-Hits: „Incense And Peppermints“ (1967) von Strawberry Alarm Clock sowie „Green Eyed Lady“ (1970) von Sugarloaf. Zu seinen erfolgreichsten Plattenveröffentlichungen zählt auch das Lied „Drums A Go Go“ (1967), das er wiederum unter dem Namen „The Hollywood Persuaders“ im Alleingang eingespielt hatte. Es war mehr als ein Jahr lang das Titelstück der in den USA sehr beliebten Fernsehserie „American Bandstand“.

### Weitere Unternehmen
1982 wandte sich Paul Buff vom Musikgeschäft ab und zog von Kalifornien nach Nashville im US-Bundesstaat Tennessee. Inzwischen interessierte er sich dafür, Ausrüstung für fotografische Beleuchtungssysteme und Blitzanlagen zu entwickeln. Dazu gründete das Unternehmen „White Lightning“. Zielgruppe seiner Produkte waren ambitionierte Amateure und Einsteiger in den Profibereich, für die das Unternehmen Geräte produzierte, die nicht nur leicht zu handhaben und vielseitig verwendbar waren, sondern aufgrund des Vermarktungsweges von der Fabrik direkt zum Kunden auch günstig angeboten werden konnten. Mit den Jahren wuchs das Unternehmen zu einem der führenden Hersteller dieses Marktes, weshalb es in zwei Unternehmen aufgeteilt wurde. Heute bedient „White Lightning“ den Profibereich, für Amateure und Einsteiger produziert „Alienbees“. 2004 gründete Buff zusammen mit seiner zweiten Ehefrau Deborah in Nashville die „Different Strokes Art Gallery“. Das Unternehmen vertreibt im Giclée-Verfahren hergestellte, großformatige Kunstdrucke verschiedener Künstler (darunter auch Buff), Siebdrucke, Skulpturen und Uhren. Inzwischen betätigt sich Buff auch als Buchautor und Verleger. Von der Roman-Trilogie „The River“ erschien 2005 der erste Band in Buffs Verlag „GoGo Press“, Teil zwei soll in Kürze folgen. Ebenfalls 2005 wurde die Novelle „Texico: The Next American Revolution“ veröffentlicht. Auch Buffs Autobiografie „Alien Bees – Rock and Roll and Me“ sollte bald erscheinen.